# Remedio (canción)
Remedio (estilizado en mayúsculas) es la decimoquinta canción del segundo álbum de estudio de la cantante, compositora, productora y bailarina argentina Nathy Peluso. Fue lanzada junto con el resto del álbum el 24 de mayo de 2024 a través de la compañía Sony Music.

## Antecedentes
Después de haber lanzado su álbum debut Calambre, a finales de 2020, el cual le proporcionó una gran lista de éxitos, elogios y premios, y habiéndose embarcado en una gira mundial de dos años promocionando el álbum, Nathy compuso y produjo un nuevo álbum que planeaba lanzar en el año 2023 bajo el nombre Simulacro, tal y como se puede apreciar en la portada de su primer single, Tonta.
Finalmente, este disco no salió a la luz ya que no se sentía representada con él en ese momento. Sin embargo, todo el proceso creativo de ese álbum y la crisis por la que estaba pasando entonces fue lo que le permitió escribir su segundo álbum de estudio, Grasa, en el que se incluye la canción Remedio.
Remedio es, según Nathy, la canción bisagra entre ese disco en el que estuvo trabajando durante la gira de Calambre y lo que todos conocemos hoy como Grasa.

## Proceso creativo
Nathy, según cuenta en un pequeño documental que publicó mostrando el proceso creativo de la canción, empezó a componer Remedio después de una fiesta de cumpleaños en la que coincidió con un jugador de fútbol de la selección argentina. Pasada la noche, Nathy le escribió para agradecerle que hubiera ido a la fiesta y diciéndole lo bien que lo había pasado en la fiesta, a lo que él le contestó: “lo pasamos de novela”, frase que a la cantante le impactó tanto que le sirvió de pie para comenzar a componer la canción.
Para inspirarse a la hora de la producción, escuchó varios loops de acid jazz que encontró en YouTube, lo que la ayudó a encontrar el sonido que le quería dar junto con Didi Gutman, el productor.
Nathy describe la canción como un compendio de muchas reflexiones, compendio de sensaciones que había ido teniendo a lo largo de aquellos últimos meses. Reflexiones no tangibles y no aplicables para querer hacer un tipo determinado de canción, sino un asentamiento de todo lo que había vivido haciendo el disco que finalmente nunca publicó.
Nathy en su cuenta de Instagram: "Remedio me hace sentir como si fuera una moto una tarde de verano cuando te pega la brisa en las piernas y es como si te hiciera el amor. Remedio me hace sentir que en medio de todo el desorden yo estoy protegida, me hace sentir luz, calor, amor. Remedio me hace sentirme libre, me trae el alivio de salir de un gran problema. Remedio me suena a un comienzo de algo gigante y a la vez muy pequeño, lo más importante es imperceptible".

## Vídeo musical
El vídeo musical de Remedio, al igual que todos los vídeos musicales del álbum Grasa está dirigido por Agustín Puente y producido por The Movement by Landia. Nathy publicó un vídeo para cada canción del álbum Grasa y todos ocurren en una misma habitación azul en la que transcurren diferentes escenas y conceptos a través de un plano secuencia.

## Interpretaciones en directo
La primera interpretación en directo de esta canción fue en la actuación que Nathy hizo para promocionar el lanzamiento de su álbum Grasa en el Tiny Desk. También ha sido la canción que ha cerrado todos los conciertos de su Grasa Tour.

## Créditos
Créditos aportados por Genius.
- Nathy Peluso: Producción, composición, voz.
- Rafael Arcaute: Producción, composición, ingeniería de grabación, programación.
- Didi Gutman: Producción, composición, ingeniería de grabación.
- Manuel Lara: Producción ejecutiva.
- Engine-Earz: Mezcla, masterización.
- Camilo Zea: Ingeniería de grabación.
- Felipe “Pipe” Bernal: Ingeniería de grabación.
- Felipe Trujillo: Ingeniería de grabación.
- Ramses Acanio: Ingeniería de grabación.
- Roger Rodés: Ingeniería de grabación.
- Richard Bravo: Percusión.
- Ezequiel Cantero: Guitarras.
- Tincho Allende: Guitarras.
- Francisco Alduncin: Batería.
- Guillermo Vadalá: Bajo